# Умышленное причинение тяжкого вреда здоровью, совершённое при превышении пределов необходимой обороны
Умышленное причинение тяжкого вреда здоровью, совершённое при превышении пределов необходимой обороны — преступление, в котором объектом преступления является соматическое и психическое здоровье человека.

## Россия

### Уголовный кодекс РСФСР 1960 года
Данное преступление было предусмотрено статьей 111 «Тяжкое или менее тяжкое телесное повреждение, причиненное при превышении пределов необходимой обороны» и наказывалось лишением свободы на срок до одного года или исправительными работами на тот же срок.

### Уголовный кодекс Российской Федерации
Данное преступление предусмотрено частью 1 статьи 114 «Причинение тяжкого или средней тяжести вреда здоровью при превышении пределов необходимой обороны либо при превышении мер, необходимых для задержания лица, совершившего преступление» и наказывается исправительными работами на срок до одного года, либо ограничением свободы на срок до одного года, либо принудительными работами на срок до одного года, либо лишением свободы на тот же срок.

## Украина

### Уголовный кодекс УССР 1960 года
Данное преступление было предусмотрено статьей 104 «Причинение тяжких телесных повреждений при превышении пределов необходимой обороны» (укр. Заподіяння тяжких тілесних ушкоджень при перевищенні меж необхідної оборони) и наказывалось лишением свободы на срок до одного года или исправительным работами на тот же срок.

### Уголовный кодекс Украины
Данное преступление предусмотрено статьей 124 «Умышленное причинение тяжких телесных повреждений при превышении пределов необходимой обороны или при превышении мер, необходимых для задержания преступника» (укр. Умисне заподіяння тяжких тілесних ушкоджень у разі перевищення меж необхідної оборони або у разі перевищення заходів, необхідних для затримання злочинця) и наказывается общественными работами на срок от 150 до 240 часов или исправительными работами на срок до двух лет, или арестом на срок до шести месяцев, или ограничением свободы на срок до двух лет.

## Белоруссия

### Уголовный кодекс БССР 1928 года
Данное преступление было предусмотрено статьей 222 «Превышение пределов необходимой обороны, повлекшее за собой телесное повреждение нападавшего» и наказывалось лишением свободы на срок до одного года или исправительными работами на тот же срок.

### Уголовный кодекс Белоруссии
Данное преступление предусмотрено статьей 152 «Умышленное причинение тяжкого телесного повреждения при превышении пределов необходимой обороны» и наказывается общественными работами, или штрафом, или исправительными работами на срок до одного года, или арестом на срок до трех месяцев, или ограничением свободы на срок до двух лет.